# Чехинце
Чехинце (словац. Čechynce) — село, громада округу Нітра, Нітранський край. Кадастрова площа громади — 5.87 км².
Населення 1259 осіб  (станом на 31 грудня 2019 року).

## Історія
Чехинце згадується 1248 року.

## Населення
| Рік:            | 1994. | 2004.   | 2014.   | 2024.    |
| --------------- | ----- | ------- | ------- | -------- |
| Кількість осіб: | 1038  | 1030    | 1102    | 1273     |
| Різниця:        |       | -0,77 % | +6,99 % | +15,51 % |

| Рік:            | 2023. | 2024.   |
| --------------- | ----- | ------- |
| Кількість осіб: | 1265  | 1273    |
| Різниця:        |       | +0,63 % |